# Tchad aux Jeux olympiques d'été de 2004
Le Tchad a envoyé 2 athlètes aux Jeux olympiques de 2004 à Athènes en Grèce.

## Résultats

### Athlétisme
100 m Hommes :
- Djikoloum Mobele : 1er tour : DNS

400 m femmes :
- Kaltouma Nadjina : 1er tour : 51 s 50, Demi-finale : 51 s 57

## Officiels
- Président : Moussa Aggrey
- Secrétaire général : Hisseine Ngaro